# Pterochirella tuerkayi
Pterochirella tuerkayi is een eenoogkreeftjessoort uit de familie van de Aetideidae. De wetenschappelijke naam van de soort is voor het eerst geldig gepubliceerd in 1990 door Schulz.